# Speak for Yourself
A Speak for Yourself az angol énekes/dalszerző Imogen Heap második nagylemeze, a Guy Sigsworthtel Frou Frou néven alkotott duójuk utáni időszakból. 2005. július 18-án jelent meg Angliában, majd november elsején az USA-ban, Kanadában és Mexikóban.
A lemezt Heap írta, hangszerelte és finanszírozta a produceri munkálatokkal egyetemben, anélkül hogy lett volna kiadó a háta mögött. A lemezen közreműködik Jeff Beck, egy gitárszólót játszik a "Goodnight And Go" című dalban, illetve Heap barátja, Richie Mills, akinek a vitatkozása hallatszik a "The Moment I Said It"-ben.

## A lemez számai
1. "Headlock" – 3:36
2. "Goodnight and Go" – 3:52
3. "Have You Got It in You?" – 4:10
4. "Loose Ends" – 3:40
5. "Hide and Seek" – 4:16
6. "Clear the Area" – 4:14
7. "Daylight Robbery" – 3:21
8. "The Walk" – 5:14
9. "Just for Now" – 3:00
10. "I Am in Love with You" – 3:08
11. "Closing In" – 4:48
12. "The Moment I Said It" – 5:56
13. "Speeding Cars" (bónusz szám az újrakiadáson)
14. "Can't Take It In" (bónusz szám az újrakiadáson)

## Helyezések
| Year | Chart                 | Peak Position |
| ---- | --------------------- | ------------- |
| 2005 | Top Electronic Albums | #2            |
| 2006 | Top Heatseekers       | #1            |
| 2006 | U.S. Billboard 200    | #144          |